# Jan Jarkovský
Jan Jarkovský (* 16. ledna 1947) je bývalý český fotbalista, útočník, reprezentant Československa.
Manželka Alena Jarkovská (roz. Smutná)
Děti - Jan, Marie, Alena

## Fotbalová kariéra
Za československou reprezentaci odehrál v letech 1973-1975 pět utkání. V československé lize hrál za Bohemians Praha, nastoupil ve 133 utkáních a vstřelil 29 gólů. V Poháru UEFA nastoupil ve 2 utkáních. Po odchodu z Bohemians hrál ve druhé nejvyšší soutěži za Spartak BS Vlašim a DP Xaverov Horní Počernice. Základní vojenskou službu absolvoval v dresu Dukly Cheb, hrající tehdy 2. československou fotbalovou ligu.

## Ligová bilance
| Ročník                                     | Zápasy | Góly | Klub                       |
| ------------------------------------------ | ------ | ---- | -------------------------- |
| 2. československá fotbalová liga 1967/1968 | -      | 2    | VTJ Dukla Hraničář Cheb    |
| 1. československá fotbalová liga 1969/1970 | 27     | 7    | Bohemians Praha            |
| 2. československá fotbalová liga 1972/1973 | 26     | 8    | Bohemians Praha            |
| 1. československá fotbalová liga 1973/1974 | 26     | 8    | Bohemians Praha            |
| 1. československá fotbalová liga 1974/1975 | 28     | 6    | Bohemians Praha            |
| 1. československá fotbalová liga 1975/1976 | 27     | 6    | Bohemians Praha            |
| 1. československá fotbalová liga 1976/1977 | 21     | 2    | Bohemians Praha            |
| 1. československá fotbalová liga 1977/1978 | 4      | 0    | Bohemians Praha            |
| Česká národní fotbalová liga 1982/1983     | 14     | 0    | DP Xaverov Horní Počernice |
| Česká národní fotbalová liga 1983/1984     | 10     | 0    | DP Xaverov Horní Počernice |
| CELKEM 1. liga                             | 133    | 29   |                            |